# Adrianus van Korlaar
Adrianus Gerardus van Korlaar (ur. 26 czerwca 1882 w Kerkdriel, zm. 12 maja 1956 w Hadze) – holenderski strzelec, olimpijczyk.
Uczestnik Letnich Igrzysk Olimpijskich 1924. Zajął 16. pozycję w karabinie dowolnym drużynowo, uzyskując najsłabszy wynik w zespole holenderskim.

## Wyniki

### Igrzyska olimpijskie
| Igrzyska   | Konkurencja                | Wynik                           | Miejsce | Źródło |
| ---------- | -------------------------- | ------------------------------- | ------- | ------ |
| Paryż 1924 | Karabin dowolny, drużynowo | 458 pkt. (druż.) 85 pkt. (ind.) | 16      | [ 1 ]  |